# Ak 4
O Automatkarbin 4 (Ak 4; 'Carabina Automática 4') é uma versão sueca, fabricada sob licença, do fuzil de batalha Heckler & Koch G3 da Alemanha Ocidental. Foi adotado como fuzil de serviço das Forças Armadas da Suécia em 1965, substituindo o fuzil de ação por ferrolho Mauser m/96, o fuzil autocarregável Ag m/42 e os fuzis automáticos Kg m/21 e Kg m/40.
O Ak 4 inicial incorporou algumas pequenas modificações em comparação com o projeto original do G3, incluindo uma coronha 20 mm mais longa, uma ranhura serrilhada para o polegar no suporte do ferrolho para auxiliar no fechamento silencioso do ferrolho, um amortecedor de recuo mais reforçado para maior confiabilidade e uma alça de mira dióptrica rotativa com quatro aberturas (numeradas 2, 3, 4 e 5) usada para: 200 a 500 metros em incrementos de 100 metros.
O Ak 4 foi fabricado de 1965 a 1985 pela Carl Gustafs stads gevärsfaktori em Eskilstuna e pela Husqvarna Vapenfabrik em Huskvarna.
Foi substituído como fuzil de serviço padrão em 1985 pelo Ak 5, uma versão licenciada do FN FNC, mas continua em uso na Guarda Nacional Sueca e em funções de atirador especializado nas forças armadas regulares.